# 野良犬 (1949年電影)
《野良犬》（日语：のらいぬ）乃日本知名導演黑澤明在1949年執導的電影，1973年重新發行重製版本。2013年朝日電視台為了開台55周年紀念，重新拍攝成電視劇。

## 劇情提要
本片的背景發生在戰後的日本東京，一名年輕的刑警村上在酷暑天氣中到靶場進行射擊訓練，返回警署辦公室時卻在擁擠的公共汽車上遺失了配槍曲尺。他擔心丟職，開始尋找自己的槍械。村上在扒手建檔中認出當時擠在他身旁的女子，苦苦纏著後者一整天，她提示村上去槍械黑市尋找。
村上喬裝成頹喪的退伍軍人，成天在鬧區裡晃蕩，期盼能遇到前來兜售的槍販。後來在一破舊公園裡歇息，遇到一個地痞向村上兜售槍械。夜裡村上照著地痞的指示來到一家茶室向某女子交易，突然他表明身分並拘捕該名女子。他借用附近派出所盤問該名女子，發現她身上的槍並非警用曲尺槍。翌日村上返回警署辦公室，得知發生一宗命案，且經證實犯案用的槍枝即為他丟失的曲尺。村上欲引咎辭職，但遭上司拒絕，要他戴罪立功跟隨黑市槍枝調查組行動。
在拘留所裡村上遇到資深刑警佐藤正在審問昨日在茶室逮捕的女子，後者交代出租用槍者（嫌疑犯）的特徵並供出一名同黨的名字，該名同黨本多持有買槍人的配米證。本多喜歡觀看棒球比賽，於是警方在棒球場佈下天羅地網。佐藤靈機一動採用調虎離山之計，果然成功圍捕本多。
二人從配米證上查到嫌疑犯名叫遊佐新二郎，前往他家查案時搜查遊佐的房間，狹窄陰暗如狗窩。佐藤發現他手寫的一紙書簡，而這張紙是來自彌生旅館。遊佐的姐姐透露該旅館有一名男侍，是遊佐在軍旅認識的朋友。留著飛機頭的男侍經盤問後，告知遊佐有一青梅竹馬並木春美在歌舞廳工作。後來佐藤邀情村上去他家作客吃飯，兩人聊到了一些社會問題。村上沒有家庭，他的想法與佐藤的不同。他與遊佐一樣都是退伍軍人，也同樣在回國時遇劫而至身無分文，曾有一段時間厭棄這個社會，想到犯法的勾當，但最後還是當上了警察。村上很同情遊佐，他對佐藤說說：「這個世界沒有壞人，只有壞環境。其實遊佐也很可憐。」佐藤卻說：「做警探的不可如此想，太投入會有幻覺。我只會憎恨那些為非作歹的人，要殺一儆百。」村上說：「我親眼看過戰爭使人變成野獸。」佐藤說：「你太瞭解遊佐了。遊佐這些人……」此時畫外傳來癩蛤蟆的叫聲「…這些人是『戰後癩』。」
後來又發生強盜殺人事件，一幢豪宅不但被洗劫現金，女屋主更遭到槍殺。經過彈道比對，證實兇槍是村上遭竊的曲尺。電車上。村上與佐藤談論天氣與遊佐。佐藤說：「好像就要來了…」村上緊張地回應：「誰？」佐藤惘然：「我說的是黃昏驟雨。做警探不能太神經過敏，遊佐的案件使你神經衰弱了。」「現在是關鍵時刻，殺人犯有如瘋狗……詩歌有云：『瘋犬只向前衝不後退』。遊佐愛春美，他一定會去找春美的。」
兩探員到達春美家，但春美顯露出不願意合作的態度。佐藤在春美家發現一個印了旅館名字的火柴盒，他知道遊佐曾逗留於此。為了安全，村上把自己的佩槍也交給佐藤。佐藤好不容易查到遊佐投宿在一家小旅館，正當他打公共電話通知警隊派員支援時，旅館老板娘手抱著哭啼的小孩，遊佐正要下樓。遊佐聽見老板娘對小孩說：「電話亭裡的是警察，不要再哭了…」，立即停止了腳步。接著槍擊佐藤的事件發生了。
只剩村上一人繼續追查，並木春美告知遊佐身著白褲，與她在火車站相約私奔。村上靠著臨危不亂的機智，在火車站裡認出殺人犯遊佐，兩人在野外追逐並在沼澤裡扭打成一團，最終遊佐因體力不支而被逮捕。

## 演員
- 村上刑警：三船敏郎
- 佐藤刑警：志村喬
- 並木春美：淡路惠子
- 春美之母：三好榮子
- 兜售手槍的仲介：千石規子
- 遊佐之姊：本間文子
- 市川刑警：河村黎吉
- 光月女老闆：飯田蝶子
- 桶店之老者：東野英治郎
- 阿部捜査主任：永田靖
- 茶室之老者：松本克平
- 遊佐新二郎：木村功
- 阿銀：岸輝子
- 歌舞廳演出者：千秋實
- 彌生旅館老闆：菅井一郎
- 中島主任警部課長：清水元
- 灑水之巡查：柳谷寛
- 本多：山本禮三郎
- 鑑識課課員：伊豆肇
- 被害者中村之丈夫：清水将夫
- 公寓管理員：高堂國典
- 歌舞廳老闆：伊藤雄之助
- 年輕的警察醫生：生方明
- 櫻旅館老闆：長濱藤夫
- 飛機頭男侍：生方功
- 流氓：水谷史郎
- 年老醫生：田中榮三
- 佐藤刑警之妻：木橋和子
- 吾妻旅館女經理：戶田春子
- 藝者金太郎：登山晴子
- 柏青哥店之女：安雙三枝
- 老闆之妻：三條利喜江
- 歌舞廳客人：堺左千夫

## 製作人員
- 製作：本木莊二郎
- 脚本：黑澤明、菊島隆三
- 導演：黑澤明
- 攝影：中井朝一
- 燈光：石井長四郎
- 錄音：矢野口文雄
- 美術：松山崇
- 編舞：縣洋二（S・K・D）
- 音樂：早坂文雄
- 助理導演：本多豬四郎
- 剪輯：後藤敏男
- 製作主任：平木政之助

## 內部連結
- 尋槍
- 野·良犬

## 外部連結
- （英文）IMDb: Nora inu （页面存档备份，存于）
- （日語）テレビ朝日開局55周年記念 黒澤明ドラマスペシャル 野良犬
- 分析黑澤明電影<野良犬>的故事結構與敘事技巧 （页面存档备份，存于）